# Albert Rémy
Albert Rémy (Sèvres, 9 aprile 1915 – Parigi, 26 gennaio 1967) è stato un attore francese.

## Biografia
Ha iniziato nel circo, poi in teatro come decoratore e regista prima di diventare attore. Tra i suoi film più importanti, possiamo citare I 400 colpi o Il treno dove recita al fianco di Burt Lancaster, Michel Simon, Jacques Marin, Suzanne Flon e Jeanne Moreau.
Morì il 26 gennaio 1967 per un attacco di cuore all'età di 51 anni.

## Filmografia

### Cinema
- Albergo Nord (Hôtel du Nord), regia di Marcel Carné (1938)
- Il viaggiatore d'Ognissanti (Le Voyageur de la Toussaint), regia di Louis Daquin (1943)
- La casa degli incubi (Goupi Mains Rouges), regia di Jacques Becker (1943)
- Madame et le Mort, regia di Louis Daquin (1943)
- Adieu Léonard, regia di Pierre Prévert (1943)
- Evasione (Douce), regia di Claude Autant-Lara (1943)
- Il cielo è vostro (Le ciel est à vous), regia di Jean Grémillon (1944)
- Amanti perduti (Les Enfants du paradis), regia di Marcel Carné (1945)
- Il conte nero (Le Cavalier noir), regia di Gilles Grangier (1945)
- Lo scrigno dei sogni (La Boîte aux rêves), regia di Yves Allégret e Jean Choux (1945)
- François Villon, regia di André Zwobada (1945)
- La Part de l'ombre, regia di Jean Delannoy (1945)
- La Fille du diable, regia di Henri Decoin (1946)
- Il diavolo in corpo (Le diable au corps), regia di Claude Autant-Lara (1947)
- Le Village perdu, regia di Christian Stengel (1947)
- Les Amants du pont Saint-Jean, regia di Henri Decoin (1947)
- Parade du rire, regia di Roger Verdier (1948)
- L'impeccable Henri, regia di Charles-Félix Tavano (1948)
- Croisière pour l'inconnu, regia di Pierre Montazel (1948)
- Tutte le strade portano a Roma (Tous les chemins mènent à Rome), regia di Jean Boyer (1949)
- Ronde de nuit, regia di François Campaux (1949)
- Maître après Dieu, regia di Louis Daquin (1951)
- Seul dans Paris, regia di Hervé Bromberger (1951)
- Jep le trabucayre, regia di Jean Faurez (1951)
- Signori, in carrozza!, regia di Luigi Zampa (1951)
- La bella seduttrice (Une fille dans le soleil), regia di Maurice Cam (1953)
- Gli amori finiscono all'alba (Les amours finissent à l'aube), regia di Henri Calef (1953)
- Au diable la vertu, regia di Jean Laviron (1953)
- Légère et court vêtue, regia di Jean Laviron (1953)
- Virgile , regia di Carlo Rim (1953)
- Prima del diluvio (Avant le déluge), regia di André Cayatte (1954)
- Frutti selvaggi (Les fruites sauvages), regia di Hervé Bromberger (1954)
- Minuit... Champs-Élysées, regia di Roger Blanc (1954)
- La bella Otero (La Belle Otero), regia di Richard Pottier (1954)
- La grande razzia (Razzia sur la Chnouf), regia di Henri Decoin (1954)
- French Cancan, regia di Jean Renoir (1955)
- Sono un sentimentale (Je suis un sentimental), regia di John Berry (1955)
- Il processo dei veleni (L'Affaire des poisons), regia di Henri Decoin (1955)
- La piccola guerra (Les hussards), regia di Alex Joffé (1955)
- A colpo sicuro (Les Truands), regia di Carlo Rim (1956)
- Eliana e gli uomini (Elena et les Hommes), regia di Jean Renoir (1956)
- Paris, Palace Hôtel, regia di Henri Verneuil (1956)
- I peccatori guardano il cielo (Crime et châtiment), regia di Georges Lampin (1956)
- Notre-Dame de Paris, regia di Roger Richebé (1956)
- Que les hommes sont bêtes, regia di Roger Richebé (1957)
- Delitto blu (Escapade), regia di Ralph Habib (1957)
- Raffiche sulla città (Rafles sur la ville), regia di Pierre Chenal (1958)
- Police judiciaire, regia di Maurice de Canonge (1958)
- Miss Pigalle, regia di Maurice Cam (1958)
- La ragazza del peccato (En cas de malheur), regia di Claude Autant-Lara (1958)
- Educande al Tabarin (Cigarettes, Whisky et P'tites Pépées), regia di Maurice Régamey (1958)
- I 400 colpi (Les Quatre Cents Coups), regia di François Truffaut (1958)
- La vacca e il prigioniero (La vache et le prisonnier), regia di Henri Verneuil (1959)
- Pantalaskas, regia di Paul Paviot (1959)
- I dialoghi delle Carmelitane (Le dialogue des Carmélites), regia di Philippe Agostini e Raymond Leopold Bruckberger (1960)
- Il passaggio del Reno (Le Passage du Rhin), regia di André Cayatte (1960)
- Tirate sul pianista (Tirez sur le pianiste), regia di François Truffaut (1960)
- La rapina di Montparnasse (Le Caïd), regia di Bernard Borderie (1960)
- Hitler non è morto (Le monocle noir), regia di Georges Lautner (1961)
- La Fayette - Una spada per due bandiere (Lafayette), regia di Jean Dréville (1962)
- Il 7º giurato (Le septième juré), regia di Georges Lautner (1962)
- La ligne droite, regia di Jacques Gaillard (1962)
- Portrait-robot, regia di Paul Paviot (1962)
- I quattro cavalieri dell'Apocalisse (The Four Horsemen of the Apocalypse), regia di Vincente Minnelli (1962)
- Il coltello nella piaga (Le couteau dans la plaie), regia di Anatole Litvak (1962)
- Gigò (Gigot), regia di Gene Kelly (1962)
- L'indomabile (Mandrin, bandit gentilhomme), regia di Jean-Paul Le Chanois (1962)
- Un roi sans divertissement, regia di François Leterrier (1963)
- Pierino la peste (Bébert et l'omnibus), regia di Yves Robert (1963)
- La foire aux cancres, regia di Louis Daquin (1963)
- ...e venne il giorno della vendetta (Behold a Pale Horse), regia di Fred Zinnemann (1964)
- Il treno (The Train), regia di John Frankenheimer e Bernard Farrel (1964)
- Week-end a Zuydcoote (Week-end à Zuydcoote), regia di Henri Verneuil (1964)
- Mata-Hari, agente segreto H21 (Mata Hari, agent H21), regia di Jean-Louis Richard (1964)
- Colpo grosso a Parigi (Cent briques et des tuiles), regia di Pierre Grimblat (1965)
- Per favore, chiudete le persiane (Les Bons Vivants o Un grand Seigneur), regia di Gilles Grangier e Georges Lautner (1965)
- Parigi brucia? (Paris brûle-t-il ?), regia di René Clément (1966)
- Grand Prix, regia di John Frankenheimer (1966)
- Un idiot à Paris, regia di Serge Korber (1967) - postumo
- La 25ª ora (La Vingt-cinquième heure), regia di Henri Verneuil (1967) - postumo
- Il 13º uomo (Un homme de trop), regia di Costa-Gavras (1967) - postumo
- L'amore attraverso i secoli (Le plus vieux métier du monde), regia di Claude Autant-Lara, Mauro Bolognini, Philippe de Broca, Jean-Luc Godard, Franco Indovina e Michel Pfeghaar (1967) - postumo

### Cortometraggi
- Transports rapides, regia di Pierre Montazel (1945)
- Achille le victorieux, regia di Albert Rémy (1947)
- Un séducteur, regia di Claude Barma (1948)
- Deux cœurs sur la route, regia di Jean Perdrix (1950)
- Opinione pubblica (Rumeur publique), regia di Jean Perdrix (1950)
- Le hasard mène l'enquête, regia di Jean-Jacques Delbo (1951)

## Doppiatori italiani
- Manlio Busoni in Sono un sentimentale, I 400 colpi
- Carlo Romano in Colpo grosso a Parigi
- Pino Locchi in La grande razzia
- Carlo Valli in Tirate sul pianista
- Nando Gazzolo in La Fayette - Una spada per due bandiere
- Renato Turi in Il treno
- ? in Pierino la peste